# Thomas Nordgren
Thomas Nordgren (* 1. September 1965) ist ein ehemaliger schwedischer Skisportler, der in der Nordischen Kombination sowie im Skispringen aktiv war.

## Werdegang

### Skispringen
Nordgren, der für den Bollnäs GIF startete, gab sein internationales Debüt als Spezialspringer im Rahmen der Vierschanzentournee 1983/84. Bei seinem gleichzeitigen Debüt im Skisprung-Weltcup konnte er sich in keinem der vier Springen durchsetzen und erreichte so in der Gesamtwertung nur Rang 89. Nach einem Jahr Pause startete er wieder bei der Vierschanzentournee 1985/86 und konnte dabei auf der Paul-Außerleitner-Schanze in Bischofshofen mit Rang 21 erstmals unter die besten 30 springen. Damit landete er auch in der Gesamtwertung auf dem besten Platz seiner Karriere und belegte mit 570,2 Punkten den 42. Platz. Bei der Vierschanzentournee 1986/87 verpasste er deutlich eine Wiederholung und landete nur auf Platz 79 der Gesamtwertung.
Bei der Nordischen Skiweltmeisterschaft 1987 in Oberstdorf erreichte Nordgren von der Normalschanze Platz 33, nachdem er von der Großschanze auf Platz 40 gesprungen war. Gemeinsam mit Magnus Åström, Per-Inge Tällberg und Jan Boklöv erreichte er im Teamspringen Rang acht. Die folgende Vierschanzentournee 1987/88 beendete er nach schwachen Einzelleistungen auf dem 76. Platz der Gesamtwertung. Über ein Jahr nach Abschluss der Tournee startete Nordgren bei der Nordischen Skiweltmeisterschaft 1989 in Lahti. Jedoch trat er dabei nicht in den Einzelspringen an. Lediglich beim Teamwettbewerb startete er mit der Mannschaft und erreichte Platz fünf.
Nach der Weltmeisterschaft startete Nordgren erstmals außerhalb der Vierschanzentournee im Weltcup. Jedoch gelangen ihm dabei auch weiterhin keine Punkteerfolge. Bei der Nordischen Skiweltmeisterschaft 1991 im Val di Fiemme startete er noch einmal im Einzel von der Normalschanze. Dabei gelang ihm nach Sprüngen auf 79 und 80,5 Metern der 27. Platz. Kurze Zeit nach der Weltmeisterschaft 1991 zog sich Nordgren aus dem Spezialspringerlager zurück und konzentrierte sich auf die Nordische Kombination.

### Nordische Kombination
Sein Debüt als Kombinierer im Weltcup der Nordischen Kombination gab Nordgren zur Saison 1990/91 und erreichte drei gewonnenen Weltcuppunkten Rang 32 der Weltcup-Gesamtwertung. Am 8. März 1991 in Falun erreichte er im Einzel mit dem 13. Platz das beste Einzelresultat seiner Karriere. In der Saison 1993/94 gelangen ihm im Weltcup insgesamt 74 Punkte und damit Rang 48 in der Gesamtwertung.

## Erfolge

### Vierschanzentournee-Platzierungen
| Saison  | Platz | Punkte |
| ------- | ----- | ------ |
| 1983/84 | 89.   | 212,9  |
| 1985/86 | 42.   | 570,2  |
| 1986/87 | 79.   | 265,4  |
| 1987/88 | 76.   | 288,4  |
| 1989/90 | 71.   | 281,5  |